# Popol Vuh
Popol Vuh (del quiché: Popol Wuj ‘Libro del consejo’) es el nombre de una recopilación bilingüe de narraciones míticas, legendarias e históricas del pueblo maya k'iche' o quiché, el pueblo indígena en la actual Guatemala con mayor cantidad de población. Este libro, de gran valor histórico y espiritual, ha sido considerado el libro sagrado de los mayas. En la ortografía kꞌicheꞌ contemporánea el libro se llama Popol Wuj, conforme a las normas de la Academia de Lenguas Mayas de Guatemala.
El Popol Vuh, también conocido como Libro del consejo, es un libro que atesora gran parte de la sabiduría y muchas de las tradiciones de la cultura maya, establecida principalmente en lo que hoy en día es Guatemala. Es un completo compendio de aspectos de gran importancia como religión, astrología, mitología, costumbres, historia y leyendas que relatan el origen del mundo y de la civilización, así como de los muchos fenómenos que suceden en la naturaleza.

## Historia
El texto del Popol Vuh se conserva en un manuscrito bilingüe redactado por fray Francisco Ximénez, quien se identifica como el transcriptor (de la versión en maya quiché) y traductor de un «libro» antiguo. Con base en esto se ha postulado la existencia de una obra escrita alrededor del año 1550 por un indígena que, luego de aprender a escribir con caracteres latinos, capturó y escribió la recitación oral de un anciano. Sin embargo, este hipotético autor «nunca revela la fuente de su obra escrita y en su lugar invita al lector a creer lo que quiera del primer folio recto», donde afirma que el libro original "ya no se ve más" y utiliza la expresión "pintado" para describirlo. Si existiera tal documento, habría permanecido oculto hasta el período 1701-1703, cuando Ximénez llegó a ser cura doctrinero de Santo Tomás Chichicastenango (Chuilá).
Fray Francisco Ximénez transcribió y tradujo el texto en columnas paralelas de k'iche' y español. Más tarde elaboró una versión en prosa que ocupa los primeros cuarenta capítulos del primer tomo de su Historia de la provincia de Santo Vicente de Chiapa y Guatemala, que empezó a escribir en 1715.
Los trabajos de Ximénez permanecieron archivados en el Convento de Santo Domingo hasta 1830, cuando fueron trasladados a la Academia de Ciencias de Guatemala. En 1854 fueron encontrados por el austríaco Karl Scherzer, quien en 1857 publicó el primer tallado de Ximénez en Viena bajo el título primitivo Las historias del origen de los indios de esta provincia de Guatemala.
El abate Charles Étienne Brasseur de Bourbourg sustrajo el escrito original de la universidad, lo llevó a Europa y lo tradujo al francés. En 1861 publicó un volumen bajo el título Popol Vuh, le livre sacré et les mythes de l'antiquité américaine. Fue él, pues, quien acuñó el nombre Popol Vuh.
Brasseur murió en 1874 y dejó su colección a Alphonse Pinart. Este no mostró mayor interés en el área de Centroamérica y vendió la colección en 1883 a fin de reunir fondos para otros estudios. El manuscrito original de Ximénez fue comprado por el coleccionista y hombre de negocios Edward E. Ayer, quien residía en Chicago, Estados Unidos. Como miembro del consejo de administración de una biblioteca privada de Chicago, tomó la decisión de donar su colección de diecisiete mil piezas a la Biblioteca Newberry, un proceso que duró de 1897 a 1911. Tres décadas más tarde, el embajador guatemalteco Adrián Recinos localizó el manuscrito en la biblioteca y publicó la primera edición moderna en 1947. Hoy, un facsimilar del manuscrito está disponible en línea gracias a una colaboración de la Newberry y la Biblioteca de la Universidad Estatal de Ohio, bajo la dirección del profesor Carlos M. López.
La localidad de Santa Cruz del Quiché fue fundada por los españoles para sustituir Q’umar Ka’aj, la antigua capital del reino k’iche’. Juan de Rojas y Juan Cortés aparecen citados en el libro como los últimos integrantes de la generación de los reyes k'iche'.

## Origen de los relatos
Los primeros investigadores supusieron que el Popol Vuh había sido escrito en lengua maya con caracteres latinos, recogiendo de este modo la tradición oral existente en los siglos XVI y XVII. La mención en las genealogías de personajes del periodo posterior a la conquista indican sin duda que la obra tal como existe actualmente es también posterior a la presencia hispánica en el área.
René Acuña, al igual que otros estudiosos, puso en duda que el contenido reflejado en el Popol Vuh fuera realmente maya, pues señala que «el Popol Vuh es un libro diseñado y ejecutado con conceptos occidentales. Su unidad de composición es tal que da pie para postular un solo recolector de las narraciones, no parece que este haya sido un autodidacta espontáneo nativo que redactó las memorias de su nación». Esta teoría se basa en ciertos errores de transcripción que comete Ximénez al trasladar el texto, lo cual revela su desconocimiento de la lengua k’iche’. Por ejemplo, las analogías con el libro bíblico del Génesis, si bien mezcladas con conceptos puramente mesoamericanos, han hecho sospechar tanto de una intervención clerical en su composición como en el resultado de un proceso de aculturación.
Al respecto, señala Acuña: «Si la fidelidad con que Ximénez copió y tradujo el texto k'iche' fuera el criterio para establecer la autenticidad del Popol Vuh, habría, de inmediato, que declararlo falso [...] Enumerar en detalle todas las inexactitudes que Ximénez introdujo podría justificar un trabajo de páginas cuyo número no se puede cuantificar [...] Ante la imposibilidad de efectuar aquí un examen pormenorizado de las traducciones que hizo Ximénez del Popol Vuh, tendré que limitarme a decir que son desiguales y muy infieles y que el fraile omitió traducir un elevado porcentaje del texto. Mi apreciación se basa en el minucioso análisis comparativo que he realizado de las primeras 1,180 líneas del Popol Vuh con las dos versiones españolas de fray Francisco. Pero mi intención no está dirigida a desacreditar la competencia lingüística de este religioso, sino a poner de manifiesto que, con el escaso conocimiento de la lengua k'iche' que poseía, resulta natural que haya desfigurado la obra al copiarla».
Al poner en duda la capacidad de Ximénez de manejar la lengua maya surge la duda lógica de si el Popol Vuh es un texto original maya, puesto que en la actualidad solo se cuenta con la versión de dicho religioso. En este mismo orden de ideas, John Woodruff, otro crítico, ha llegado a la conclusión de que «no está suficientemente establecida la medida de la interacción que Ximénez tiene con el texto [...] y sin discutir lo que pudiera constituir un discurso indígena auténtico, por lo menos se pueden identificar algunas de las ideas contenidas en el primer folio recto como no totalmente indígenas». Por su parte, Canto López, comenta que es posible cuestionar la existencia de un libro original de procedencia prehispánica, lo que llevaría a la conclusión lógica de que fue escrito con apoyo de la tradición oral.
Algunos arqueólogos, no obstante, se han esforzado en encontrar indicios de las narraciones del Popol Vuh en los jeroglíficos mayas del período prehispánico.

### Descubrimiento del mural delPopol Vuhen El Mirador

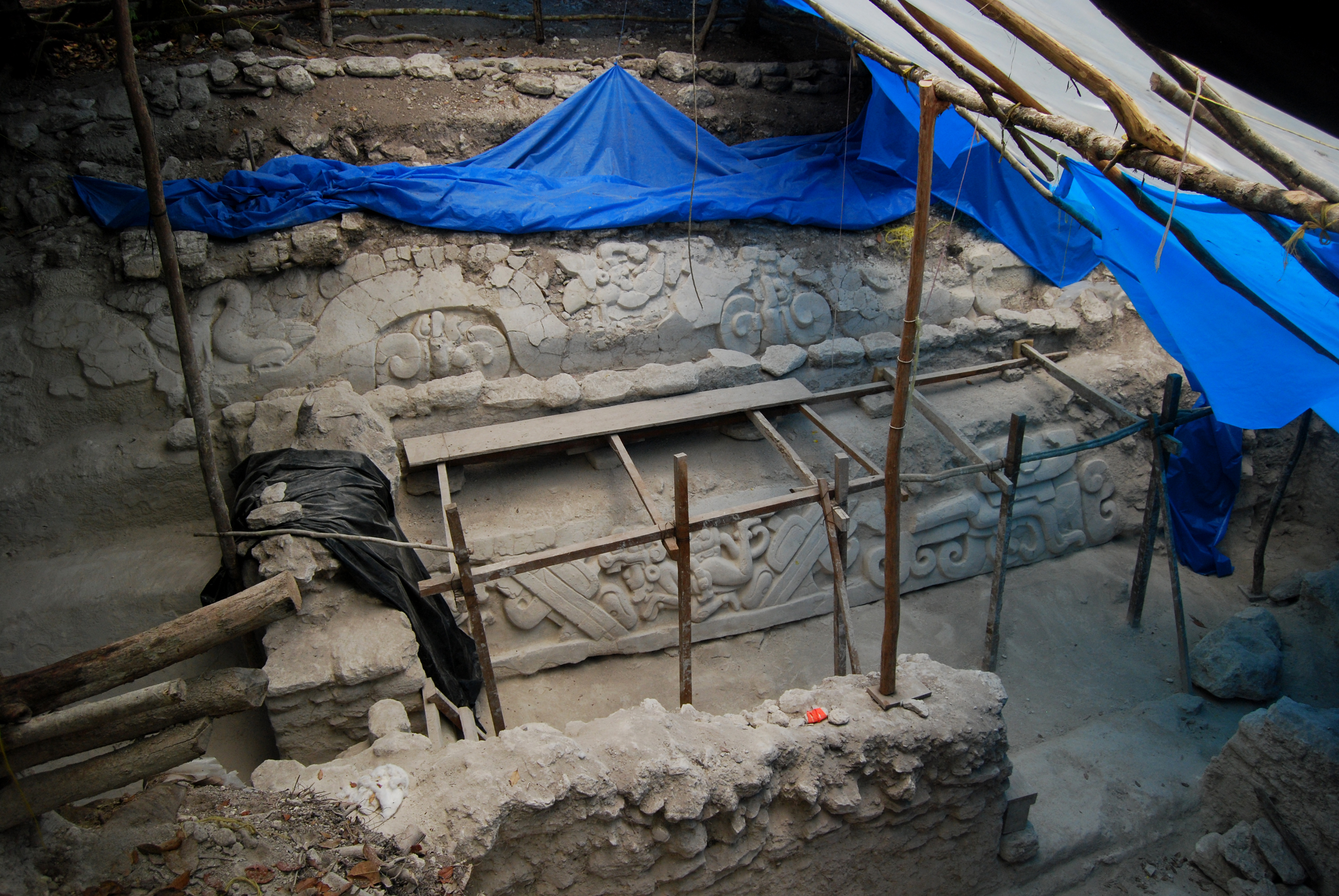
Panel mostrando a los héroes gemelos Hunahpú e Ixbalanqué descubierto en El Mirador en 2009.

Durante investigaciones realizadas en la ciudad de El Mirador, un equipo de arqueólogos dirigidos por Richard D. Hansen, de la Universidad Estatal de Idaho, descubrió un panel con una de las representaciones más antiguas de las creencias de la creación de acuerdo a los mayas: el Popol Vuh. La escultura data aproximadamente del año 200 a. C. y muestra a los míticos héroes gemelos Hunahpú e Ixbalanqué, nadando en el averno para recuperar la cabeza decapitada de su padre. La escultura data del mismo período que algunos de los trabajos más antiguos relacionados con el Popol Vuh: los murales en San Bartolo y la estela de Nakbe, dos ciudades cercanas. Los arqueólogos instalaron un cobertizo de clima controlado sobre el área recién descubierta para evitar que la estructura se dañara.
La escultura decora la pared de un canal destinado a canalizar el agua de lluvia a través del área administrativa de la ciudad; es más, cada techo y plaza en la ciudad estaban diseñados para dirigir el agua de lluvia hacia los centros de recaudación. Este sistema de colección de agua habría sido una de las causas por las que El Mirador se habría convertido en el primer poderoso reino maya y representaría una de las muestras más antiguas de los mitos descritos en el Popol Vuh.

## Contenido
El Popol Vuh abarca una variedad de temas que incluye la creación, ascendencia, historia y cosmología. No hay divisiones de contenido en el ológrafo de la Biblioteca de Newberry, pero en general las ediciones populares han adoptado la organización introducida por Brasseur de Bourbourg en 1861 con el fin de facilitar los estudios comparativos. El escritor guatemalteco Adrián Recinos explica que «El manuscrito original no se divide en partes o capítulos, el texto corre sin interrupción desde el principio hasta el final. En esta traducción he seguido la división de Brasseur de Bourbourg en cuatro partes y cada parte en capítulos, porque el ordenamiento parece lógico y conforme a la materia y el significado de la obra. Como la versión del abate francés es la más conocida, esto facilitará el trabajo de aquellos lectores que deseen hacer un estudio comparativo de las distintas traducciones del Popol Vuh».

### Síntesis

#### Creación
1. Los dioses crean el mundo.
2. Los dioses crean a los animales, pero ya que no los alaban los condenan a comerse unos a otros.
3. Los dioses crean a los seres de barro, los cuales son frágiles e inestables y no logran alabarlos.
4. Los dioses crean a los primeros seres humanos de madera, estos son imperfectos y carentes de sentimientos.
5. Son destruidos los primeros seres humanos, los cuales se convierten en monos.
6. Los héroes gemelos Hunahpú e Ixbalanqué tratan de matar al arrogante dios Vucub Caquix, pero fallan.
7. Hunahpú e Ixbalanqué matan a Vucub Caquix.

#### Historias de Hunahpú e Ixbalanqué
1. Ixpiyacoc e Ixmukané engendran dos enanos
2. Hun Hunahpú e Ixbakiyalo engendran a los gemelos Hunbatz y Hunchouén.
3. Los señores de Xibalbá matan a los hermanos Hun Hunahpú y Vucub Hunahpú, colgando la cabeza del primero (Hun Hunahpú) en un árbol.
4. Hun Hunahpú e Ixquic engendran a los héroes gemelos Hunahpú e Ixbalanqué.
5. Nacen los héroes gemelos y viven con su madre y su abuela paterna Ixmukané, compitiendo con sus medio hermanos Hunbatz y Hunchouén.
6. Hunbatz y Hunchouen se convierten en monos.
7. Hunahpú e Ixbalanqué utilizan  la magia para cortar los árboles.
8. Una rata habla con Hunahpú e Ixbalanqué y les cuenta la historia de sus ancestros.
9. Los Señores de Xibalbá llaman al inframundo Hunahpú e Ixbalanqué.
10. Hunahpú e Ixbalanqué sobreviven a las pruebas del inframundo.
11. Hunahpú es muerto por unos murciélagos, pero su hermano lo resucita.
12. Los héroes gemelos se suicidan en las llamas y sus huesos quedan abandonados en un río.
13. Hunahpú e Ixbalanqué vuelven a la vida y asesinan a los Señores del Inframundo.
14. Hun Hunahpú vuelve a la vida por medio de sus hijos.

#### Creación de los hombres de maíz
1. Los primeros cuatro hombres reales son creados: Balam Quitzé, el segundo Balam Akab, el tercero Mahucutah y el cuarto Iqui Balam. Están hechos de maíz.
2. Las primeras cuatro mujeres son creadas.
3. Empezaron a tener hijos y elevar su generación.

#### Espera del amanecer y permanencia en Hacauitz
1. Surge Venus, seguida por el nacimiento del sol, causando gran alegría.
2. Las deidades se tornan de piedra (solo escapa el duende Zaquicoxol).
3. Los cuatro varones k’iche’ permanecen escondidos en la montaña.
4. Por orden de Tohil, el dios patrono de los k’iche’, empiezan los secuestros de otras tribus para realizar sacrificios humanos ante esta deidad.
5. Las otras tribus, desesperadas por los secuestros, envían cuatro muchachas bellas para seducir a los varones y lograr su derrota, pero son engañadas mediante cuatro mantos mágicos.
6. Las otras tribus envían un ejército para vencer a los k’iche’ que se ocultan en la montaña, pero antes de llegar a ella, caen vencidos por un sueño inducido por Tohil, y los cuatro hombres k’iche’ les roban sus instrumentos de guerra.
7. Muerte y consejos de Balam Quitze, Balam Akab, Mahucutah, Iqui Balam.
8. Balam Quitze deja a sus descendientes, los k’iche’, el “Pizom Kakal”, o “Envoltorio Sagrado” que servirá como símbolo de su poder.

#### Relatos de migraciones
1. Los hijos de los primeros padres k’iche’ regresan a Tula, donde reciben los símbolos de poder de manos de Nacxit. A su regreso al cerro Hacauitz son recibidos con señales de alegría.
2. Parten en una migración en busca del cerro donde habrán de establecerse finalmente y fundar una ciudad. En Chi Quix se dividen algunos grupos. Pasan por Chi Chak, Humeta Ya, Qulba, Cauinal y Chi Ixmachi.
3. En Chi Ixmachi estalla la primera guerra, motivada por el engaño del grupo de los Ilocab a Istayul. Finalmente, los Ilocab son reducidos a esclavitud.
4. Crece el poderío de los k’iche’, causando el espanto de los demás pueblos.
5. Se forman los tres principales tinamit de la Confederación K’iche’: Cauiquib, Nihaib y Ahau Quiché.

#### Fundación de Gumarcah y listado de generaciones
1. Fundan la ciudad de Gumarcah, cerca de la actual Santa Cruz del Quiché, en el departamento del Quiché.
2. Se fundan las 24 “Casas Grandes”, convirtiéndose en importantes unidades de organización sociopolítica.
3. Se narran las conquistas realizadas por Quikab y Gukumatz, de naturaleza prodigiosa.
4. Los caueques k’iche’ expanden su territorio, conquistando a los pueblos vecinos y lejanos, quienes se vuelven tributarios.
5. Se nombran los distintos chinamit y “Casas Grandes”, así como sus gobernantes principales hasta Juan de Rojas, quien vivió ya bajo el dominio español.

## Personajes principales
Tepeu-Gucumatz
También llamado Tz’aqol-B’itol; Alom-K’ajolooom; Jun junapu vucub’-Junajpu Utiw; Saqinim Aq-Sis; Uk’ux Cho-Uk’ux Palo; Ajraxa Laq-Ajraxa Tzel. Está enterrado bajo plumas de quetzal cuando Uk’ux Kaj llega a hablarle. Es lo que está antes que nada, entre la oscuridad, palpitando. De él surge la fuerza creadora, es la primera deidad que luego se va haciendo cada vez más lejana. Pide consejo de otras deidades: Uk’ux Kaj e Xmukane, a la hora de hacer las creaciones, puesto que no sabe cómo hacerlo. El impulso creador surge de esta deidad, que posteriormente en la narración va cayendo en el olvido.
Uk’ux Kaj-Uk’ux Ulew
Se representa también como Jun Raqan; Kaqulja Jun Raqan; Ch’ipi Kaqulja; Raxa Kaqulja (y Nik’aj Taq’aj). En este sentido es una tríada, como dice el texto “era de tres su esencia, la de Uk’ux Kaj”. Esta deidad no está presente desde el inicio, sino que “viene” a platicar con Tepew-Q’ukumatz, por lo que se puede considerar que es posterior a Tepew. Del diálogo de los dos surge la creación. Permanece activo por más tiempo de Tepew, pues posteriormente en la narración auxilia a Junajpu e Ixb’alamke.
Xpiyakok, Xmukane
También llamados Abuela del día, Abuela de la Claridad, Rati’t q’ij, rati’t saq. Según Sam Colop eran ajq’ijab’ (guías espirituales mayas). Dan consejo sobre la creación de los hombres de palo (la segunda creación fallida). Posteriormente en la narración son los abuelos de Jun Junajpu y Wuqub’ Junajpu. Aunque no se le menciona directamente, Xpiyakok contribuye con Xmukane al engaño de Wuqub’ Kak’ix, diciendo que son médicos. Son sabios, pero también ingenuos. Sus nietos los engañan para obtener los implementos de la pelota o cuando convierten a sus hermanos en monos, por ejemplo. No dan indicios de ser prodigiosos, sino que son especialistas religiosos que adivinan y queman incienso cuando es propicio.
Wuqub’ Kak’ix-Chimalmat
Literalmente “Siete Guacamaya”. Se engrandecía antes de la creación. Decía ser el sol y la luna, pero no era cierto, solo eran sus riquezas las que brillaban: sus ojos de plata, sus piedras preciosas, las gemas verdes de sus plumas. No queda claro si era una guacamaya o un hombre; puede que tuviera características de ambos, pues tiene mandíbula, pero al mismo tiempo se indica que se “posa” (taqalik en idioma k’iche’) a comer los nances en el árbol cuando es derribado (como un pájaro) por la cerbatana de los muchachos. Se comportaba como un gran señor, pero solamente sus riquezas le daban su poder, puesto que cuando es engañado, y se les quitan éstas, muere. Podría ser una metáfora del de quienes se engrandecen únicamente por sus pertenencias materiales, pero también puede ser (al igual que sus hijos) representante del error del orgullo simplemente.
Zipaqna
Primer hijo de Wuqub’ Kak’ix, Zipaqna creaba montañas y volcanes en una noche. El texto dice que literalmente jugaba a la pelota con los cerros. Era adivino, pues supo que lo querían matar los 400 muchachos, a quienes posteriormente asesinó. Es derrotado por Junajpu e Ixb’alamke que lo entierran bajo lo que fuera su orgullo: una montaña.
Kabraqan
Literalmente “dos pies” o “terremoto”, Kab’raqan derribaba las montañas, con sus pies hacía temblar la tierra. Lo engañan los hermanos Junajpu e Ixb’alamke con la promesa de una montaña más alta que todas, que sigue creciendo. Le dan un pájaro untado con tizate (tierra blanca), que le resta las fuerzas, y así es enterrado bajo la tierra, bajo aquello que le daba orgullo.
Jun Junajpu, Wuqub’ Junajpu
Hijos de Xmukane y Xpiyakok, al parecer eran gemelos, aunque esto no se menciona explícitamente en el texto. Quizá fueran de naturaleza prodigiosa, pero esto no queda claro, puesto que no hacen ningún prodigio (a excepción del florecimiento del árbol de morro en Xib’alb’a) y son fácilmente engañados por los de Xib’alb’a. Jun Junajpu engendró con Ixb’aqiyalo dos hijos. Al parecer su única ocupación era jugar a los dados y a la pelota. Tenían el título de rajpop achij. Fueron vencidos en Xib’alb’a, en la Casa de la Oscuridad y sus cuerpos sacrificados y enterrados bajo el juego de pelota, con excepción de la cabeza de Jun Junajpu, que fue colocada en un árbol que luego retoñó y se volvió de morro.
Jun B’atz, Jun Chowen
Hijos de Jun Junajpu y Ixb’aqiyalo. Son flautistas, artistas, escribanos, sabios, conocedores, cerbataneros, escultores y orfebres. Eran envidiosos y trataron mal a sus hermanos Junajpu e Ixb’alamke, por lo que fueron engañados por éstos y convertidos en monos. En la narración se menciona que eran invocados por los artistas posteriormente como deidades patronales o protectoras.
Ixkik’
Hija de Kuchuma Kik’, un señor de Xib’alb’a, es una doncella curiosa e impulsiva, que se acerca al árbol prohibido por los señores de Xib’alb’a y habla con el fruto-cabeza de Jun Junajpu. También es ingeniosa y valiente, cuando encuentra la manera de burlar su propia muerte y asciende a la tierra a la búsqueda de su suegra. Ahí prueba que es una buena nuera, pues hace las tareas imposibles que la suegra le solicita
Xkik’ y el embarazo prodigioso	 Xkik’ escuchó el cuento del fruto del árbol, cuando fue contado por su padre Kuchumalkik’, en realidad es sabroso el fruto del que se habla, del que ella escucha, así que camino ella sola y llegó al pie del árbol plantado en la cancha del juego de pelota, Ixki’k se preguntó sobre el fruto, sobre si era dulce el fruto, pensó que no se iba a morir, ni a perderse, entonces pensó en cortar uno. Y entonces de pronto le habló una calavera entre las ramas del árbol, era la cabeza de Jun Junajpu que le hablaba a Xkik’, y le preguntó ¿No lo quieres? Indago la cabeza, pero la muchacha dijo que lo quería, la cabeza le pidió que extendiera su mano derecha así la veré, dijo la cabeza. Xkik’ convencida extendió su mano frente a la calavera, así se exprimió y salió una saliva de hueso y llegó directamente dentro de la mano de la muchacha y al abrir su mano ya no había la saliva de hueso. La saliva lleva su descendencia de Junajpu como pensador, orador, artista, jugador de pelota. Cuando volvió a su casa Xkik' llevaba en su vientre a Junajpu e Xb'alanke.
Junajpu, Xb’alamke
Hijos de Jun Junajpu y Wuqub’ Junajpu, son los principales personajes de la sección mitológica del Popol Wuj. Su principal característica es la astucia y la humildad, pues aunque hacen grandes prodigios jamás se vanaglorian de ellos; es más, los hacen las más de las veces bajo la forma de simples cerbataneros, pobres o mendigos. Ejecutan los deseos de Uk’ux Kaj, con quien tienen comunicación constante. Son vengativos, como se ve cuando no cesan en su empeño de vencer a los de Xib’alb’a hasta descuartizarlos. Son prodigiosos por naturaleza.
Jun Kame, Wuqub’ Kame
Los dos principales señores de Xib’alb’a son malvados y engañosos. Todos ellos y su reino está lleno de engaños para el que descienda a él, aún si ha sido invitado. Buscan la destrucción de Junajpu e Ixb’alamke, puesto que ellos molestaban su descanso con su juego de pelota. Al parecer reinaban sobre una gran cantidad de gente, que no necesariamente estaba muerta, así como ellos mismos parecían estar vivos, a pesar de sus títulos macabros. Esto se comprueba cuando son asesinados por los gemelos. Son orgullosos y arrogantes, lo que finalmente causa su ruina.
B’alam Ki’tze’, B’alam Aq’ab’, Majuk’utaj, Ik’i B’alam
Los primeros hombres creados partieron a la ciudad mítica de Tula, donde les fueron entregadas sus deidades respectivas. A excepción de Ik’i B’alam, son los abuelos de las tres grandes divisiones, o amaq’, de los K’iche’: Kaweq, Nija’ib’ y Nima K’iche’. Son humildes y obedientes de los mandatos de su deidad respectiva, aunque en muchas ocasiones es Tojil, la deidad de los Kaweq, el que habla por todos. Aseguran la sumisión de los demás pueblos al ofrecerles fuego a cambio de entregar sus corazones. Por esta razón, posteriormente secuestran a los habitantes de los otros pueblos para sacrificarlos ante sus deidades. Finalmente, mueren dejando atrás el Envoltorio Sagrado a su descendencia. Son fieles a la hora de cumplir los deseos de sus deidades y finalmente mueren serenamente.
Tojil, Awilix, Jaqawitz, Nik’aj Taq’aj
Tojil es la deidad tutelar que en Tula les fue entregada a B’alam Ki’tze’, a los Ilokab’, Tamub’ y Rab’inaleb’ (con el nombre de Jun Toj). Awilix es la deidad de B’alam Aq’ab’; Jaqawitz la de Majuk’utaj; y Nik’aj Taq’aj la de Ik’i B’alam. Nik’aj Taq’aj, al igual que Ik’i B’alam, carecen de protagonismo y desaparecen en la narración posterior. En cuanto a Awilix y Jaqawitz, aunque están presentes a lo largo de la historia, muchas veces no son mencionados, sustituyéndose sus nombres por el de Tojil únicamente. Son deidades vengativas, que exigen la sangre de los pueblos como tributo, y con ésta se hacen más poderosos y jóvenes. Guían la peregrinación de los k’iche’ y los dirigen en sus guerras contra los otros pueblos.
En cuanto a su naturaleza, quizá fueran seres animados antes del amanecer, pues con los rayos del sol se vuelven estatuas de piedra. Si se compara son el Saqik’oxol, una deidad similar que escapó a la petrificación, se hace claro que eran seres sobrenaturales similares a los conocidos como duendes, con presencia física, pero también inmaterial, como los llamados dueños de los cerros actuales. En su estado pétreo, sin embargo, estas deidades se manifestaban también como seres humanos. Esto se hace evidente puesto que se menciona que se iban a bañar al río, donde fueron vistos por los pueblos, que intentaron perderlos por medio de la fornicación, lo que implica que tenían también una naturaleza física.
K’oka’ib’, K’o’akutek, K’o’ajaw
Hijos de los tres primeros padres, salen hacia el oriente donde Nacxit les entrega los emblemas de poder y autoridad. Son quienes se trasladan a y reinan justamente en Chi K’ik.
Q’ukumatz-K’otuja
Q’ukumatz fue un personaje que reinó junto a K’otuja. Según el texto, pertenecía a la cuarta generación de otro personaje conocido también como Q’ukumatz. Es un ser portentoso, toma forma de serpiente, de águila, de jaguar y de sangre reposada. Fue quien dio inicio a un periodo de engrandecimiento de los k’iche’.
K’ikab’, Kawisamaj
Extendieron el dominio k’iche’ conquistando a los kaqchikel y a los rabinaleb’. Extendieron sus dominios hasta territorio mam también, en Xe’laju y Saqulew. Hicieron tributarios a los pueblos vencidos, reprimiendo cruelmente a quienes se negaban a su expansión. Arrasaron ciudades y acabaron con linajes enteros. Aseguraron también los pueblos que iban conquistando, para que no pudieran ser tomados de nuevo. Fueron grandes guerreros y consolidaron la expansión e imagen de los k’iche’.

## Fragmentos

### Creación del mundo y los primeros intentos por crear a los hombres
El Popol Vuh relata la inexistencia del mundo hasta que el creador y formador decidió generar la vida. La intención era que sus propias creaciones le pudieran hablar y agradecer por la vida. Primero se creó la Tierra, después los animales y finalmente, los hombres. Estos fueron inicialmente hechos de barro, pero como el intento fracasó, el gran creador y formador decidió extraerlos de la madera. Una vez constituidas otras tantas familias, el creador y formador, temeroso de que a sus criaturas pudiera tentarlas la idea de suplantarlos en sabiduría, disminuyó la vista e inteligencia de los ocho dioses.

### La creación
Esta es la relación de cómo todo estaba en suspenso, todo en calma, en silencio; todo inmóvil, callado, y vacía la extensión del cielo.
Ésta es la primera relación, el primer discurso. No había todavía un hombre, ni un animal, pájaros, peces, cangrejos, árboles, piedras, cuevas, barrancas, hierbas ni bosques: sólo el cielo existía.
No se manifestaba la faz de la tierra. Sólo estaban el mar en calma y el cielo en toda su extensión. No había nada junto, que hiciera ruido, ni cosa alguna que se moviera, ni se agitara, ni hiciera ruido en el cielo. No había nada que estuviera en pie; sólo el agua en reposo, el mar apacible, solo y tranquilo. No había nada dotado de existencia.
Solamente había inmovilidad y silencio en la oscuridad, en la noche. Sólo el Creador, el Formador, Tepeu, Gucumatz, los Progenitores, estaban en el agua rodeados de claridad. Estaban ocultos bajo plumas verdes y azules.
Llegó aquí entonces la palabra, vinieron juntos Tepeu y Gugumatz, en la oscuridad, en la noche, y hablaron entre sí Tepeu y Gugumatz. Hablaron, pues, consultando entre sí y meditando; se pusieron de acuerdo, juntaron sus palabras y su pensamiento. Entonces se manifestó con claridad, mientras meditaban, que cuando amaneciera debía aparecer el hombre. Entonces dispusieron la creación y crecimiento de los árboles y los bejucos y el nacimiento de la vida y la claridad en acción del hombre. Se dispuso así en las tinieblas y en la noche por el Corazón del Cielo, que se llama Huracán.
El primero se llama Caculhá Huracán. El segundo es Chipi-Caculhá. El tercero es Raxa-Caculhá. Y estos tres son el Corazón del Cielo.
Entonces vinieron juntos Tepeu y Gugumatz; entonces conferenciaron sobre la vida y la claridad, cómo se hará para que aclare y amanezca, quién será el que produzca el alimento y el sustento.
-¡Hágase así! ¡Que se llene el vacío! ¡Que esta agua se retire y desocupe el espacio, que surja la tierra y que se afirme! Así dijeron. ¡Que aclare, que amanezca en el cielo y en la tierra! No habrá gloria ni grandeza en nuestra creación y formación hasta que exista la criatura humana, el hombre formado. Así dijeron.
Luego la tierra fue creada por ellos. Así fue en verdad como se hizo la creación de la tierra:
-¡Tierra!, dijeron, y al instante fue hecha.
Como la neblina, como la nube y como una polvareda fue la creación, cuando surgieron del agua las montañas; y al instante crecieron las montañas.
Solamente por un prodigio, sólo por arte mágica se realizó la formación de las montañas y los valles; y al instante brotaron juntos los cipresales y pinares en la superficie.
Y así se llenó de alegría Gugumatz, diciendo:
-¡Buena ha sido tu venida, Corazón del Cielo; tú, Huracán, y tú, Chípi-Caculhá, Raxa-Caculhá!
-Nuestra obra, nuestra creación será terminada, contestaron.
Primero se formaron la tierra, las montañas y los valles; se dividieron las corrientes de agua, los arroyos se fueron corriendo libremente entre los cerros, y las aguas quedaron separadas cuando aparecieron las altas montañas.
Así fue la creación de la tierra, cuando fue formada por el Corazón del Cielo, el Corazón de la Tierra, que así son llamados los que primero la fecundaron, cuando el cielo estaba en suspenso y la tierra se hallaba sumergida dentro del agua..
De esta manera se perfeccionó la obra, cuando la ejecutaron después de pensar y meditar sobre su feliz terminación.
Luego hicieron a los animales pequeños del monte, los guardianes de todos los bosques, los genios de la montaña, los venados, los pájaros, leones, tigres, serpientes, culebras, cantiles (víboras), guardianes de los bejucos.
Y dijeron los Progenitores:
-¿Sólo silencio e inmovilidad habrá bajo los árboles y los bejucos? Conviene que en lo sucesivo haya quien los guarde.
Así dijeron cuando meditaron y hablaron enseguida. Al punto fueron creados los venados y las aves. En seguida les repartieron sus moradas los venados y a las aves:
-Tú, venado, dormirás en la vega de los ríos y en los barrancos. Aquí estarás entre la maleza, entre las hierbas; en el bosque os multiplicaréis, en cuatro pies andaréis y os tendréis. Y así como se dijo, así se hizo.
Luego designaron también su morada a los pájaros pequeños y a las aves mayores:
-Vosotros, pájaros, habitaréis sobre los árboles y los bejucos, allí haréis vuestros nidos, allí os multiplicaréis, allí os sacudiréis en las ramas de los árboles y de los bejucos. Así les fue dicho a los venados y a los pájaros para que hicieran lo que debían hacer, y todos tomaron sus habitaciones y sus nidos.
De esta manera los Progenitores les dieron sus habitaciones a los animales de la tierra.
Y estando terminada la creación de todos los cuadrúpedos y las aves, les fue dicho a los cuadrúpedos y pájaros por el Creador y Formador y los Progenitores:
-Hablad, gritad, gorjead, llamad, hablad cada uno según vuestra especie, según la variedad de cada uno. Así les fue dicho a los venados, los pájaros, leones, tigres y serpientes.
-Decid, pues, nuestros nombres, alabadnos a nosotros, vuestra madre, vuestro padre. ¡Invocad, pues, a Huracán, Chipi-Caculhá, Raxa-Caculhá, el Corazón del Cielo, el Corazón de la Tierra el Creador, el Formador, los Progenitores; hablad, ínvocadnos, adoradnos!, les dijeron.
Pero no se pudo conseguir que hablaran como los hombres; sólo chillaban, cacareaban y graznaban; no se manifestó la forma de su lenguaje, y cada uno gritaba de manera diferente.
Cuando el Creador y el Formador vieron que no era posible que hablaran, se dijeron entre sí:
-No ha sido posible que ellos digan nuestro nombre, el de nosotros, sus creadores y formadores. Esto no está bien, dijeron entre sí los Progenitores. Entonces se les dijo:
-Seréis cambiados porque no se ha conseguido que habléis. Hemos cambiado de parecer: vuestro alimento, vuestra pastura, vuestra habitación y vuestros nidos los tendréis, serán los barrancos y los bosques, porque no se ha podido lograr que nos adoréis ni nos invoquéis. Todavía hay quienes nos adoren, haremos otros seres que sean obedientes. Vosotros, aceptad vuestro destino: vuestras carnes serán trituradas. Así será. Ésta será vuestra suerte. Así dijeron cuando hicieron saber su voluntad a los animales pequeños y grandes que hay sobre la faz de la tierra.
Así, pues, hubo que hacer una nueva tentativa de crear y formar al hombre por el Creador, el Formador y los Progenitores.
-¡A probar otra vez! Ya se acercan el amanecer y la aurora; ¡hagamos al que nos sustentará y alimentará! ¿Cómo haremos para ser invocados para ser recordados sobre la tierra? Ya hemos probado con nuestras primeras obras, nuestras primeras criaturas; pero no se pudo lograr que fuésemos alabados y venerados por ellos. Probemos ahora a hacer unos seres obedientes, respetuosos, que nos sustenten y alimenten. De este modo hicieron a los seres humanos que existen en la tierra.

### Los dioses gemelos: Hunahpú e Ixbalanqué
El Popol Vuh también relata las hazañas de los Dioses Gemelos: Hunahpú e Ixbalanqué, que descendieron a Xib'alb'a (inframundo) y vencieron a los Ajawab, y se convirtieron en el Sol y la Luna. He aquí un fragmento de la historia de su nacimiento:

Cuando llegó el día de su nacimiento, dio a luz la joven que se llamaba Ixquic; pero la abuela no los vio cuando nacieron. En un instante fueron dados a luz los dos muchachos llamados Hunahpú e lxbalanqué. Allá en el monte fueron dados a luz.
Luego llegaron a la casa, pero no podían dormirse.
-¡Anda a botarlos afuera!, dijo la vieja, porque verdaderamente es mucho lo que gritan. Y en seguida fueron a ponerlos sobre un hormiguero. Allí durmieron tranquilamente. Luego los quitaron de ese lugar y los pusieron sobre las espinas.
Ahora bien, lo que querían Hunbatz y Hunchouén era que murieran allí mismo en el hormiguero, o que murieran sobre las espinas. Deseábanlo así a causa del odio y de la envidia que por ellos sentían Hunbatz y Hunchouén.
Al principio se negaban a recibir en la casa a sus hermanos menores; no los conocían y así se criaron en el campo.
Hunbatz y Hunchouén eran grandes músicos y cantores; habían crecido en medio de muchos trabajos y necesidades y pasaron por muchas penas, pero llegaron a ser muy sabios. Eran a un tiempo flautistas, cantores, pintores y talladores; todo lo sabían hacer. 
Tenían noticia de su nacimiento y sabían también que eran los sucesores de sus padres, los que fueron a Xibalbá y murieron allá. Grandes sabios eran, pues Hunbatz y Hunchouén y en su interior sabían todo lo relativo al nacimiento de sus hermanos menores. Sin embargo, no demostraban su sabiduría, por la envidia que les tenían, pues sus corazones estaban llenos de mala voluntad para ellos, sin que Hunahpú e lxbalanqué los hubieran ofendido en nada.
Estos últimos se ocupaban solamente de tirar con cerbatana todos los días; no eran amados de la abuela ni de Hunbatz, ni de Hunchouén. No les daban de comer; solamente cuando ya estaba terminada la comida y habían comido Hunbatz y Hunchouén, entonces llegaban ellos, Pero no se enojaban, ni se encolerizaban y sufrían calladamente, porque sabían su condición y se daban cuenta de todo con claridad. Traían sus pájaros cuando venían cada día, y Hunbatz y Hunchouén se los comían, sin darle nada a ninguno de los dos, Hunahpú e lxbalanqué.
La sola ocupación de Hunbatz y Hunchouén era tocar la flauta y cantar.

### En español
- Acuña, René (1998). «Temas del Popol Vuh». Ediciones especiales (México: UNAM, Instituto de Investigaciones Filológicas) (10).
- Anónimo (1993). «El libro del consejo (Popol Vuh)». Colección: Biblioteca del estudiante universitario (1) (5°, Traducción y notas de Georges Raynaud, J. M. González de Mendoza y Miguel Ángel Asturias, prólogo de Francisco Monterde, introducción de Maricela Ayala Falcón edición) (México: UNAM, Coordinación de Humanidades).
- Anónimo (2012) [2008]. «Popol Vuh. Relato maya del origen del mundo y de la vida». Colección: Paradigmas. Tapa dura (Versión, introducción y notas de Miguel Rivera Dorado. Primera versión crítica y anotada presentada por un investigador español desde el siglo XVIII edición) (Madrid: Editorial Trotta). ISBN 978-84-8164-965-9.
- Canto López, Antonio (1983). Apuntaciones sobre Mesoamérica. Mérida, Yucatán: Universidad Autónoma de Yucatán. ISBN 968-6160-75-2.
- Chávez, Adrián Inés (1981). Popol Wuj: Poema mito-histórico kí-chè (Guatemalteca edición). Centro Editorial Vile.
- De la Garza, Mercedes; Nájera Coronado, Marta Ilia (2002). «Religión maya». Colección: Enciclopedia Iberoamericana de Religiones (2) (Madrid: Trotta). ISBN 978-84-8164-555-2.
- Estrada Monroy, Agustín (ed.) (1973). Popol Vuh (Reproducción del Manuscrito de Ximénez, con anotaciones, José de Piñeda Ibarra edición). Guatemala.
- Florescano, Enrique (s.f.). «Chichén Itzá, Teotihuacán y los orígenes del Popol Vuh». La jornada semanal (México: UNAM) (536). Consultado el 21 de julio de 2008.
- López, Carlos M. (enero-marzo de 2009). Nuevos aportes para la autenticidad del Popol Wuj. Vol. LXXV (226). Revista Iberoamericana. pp. 125-151.
- – (1999). Los Popol Wuj y sus epistemologías. Las diferencias, el conocimiento y los ciclos del infinito. Quito, Ecuador: Abya-Ayala.
- Recinos, Adrián (1979). El Popol Vuh: las antiguas historias del quiché. Universitaria Centroamericana; Décima edición.
- Rivera Dorado, Miguel (2006). El pensamiento religioso de los antiguos mayas. Colección: Paradigmas. Madrid: Editorial Trotta. ISBN 978-84-8164-871-3.
- Sáenz de Santamaría, Carmelo (1985). Primera parte del tesoro de las lenguas cakchiquel, quiché y zutuhil, en que las dichas lenguas se traducen a la nuestra, española (30). Guatemala: Academia de Geografía e Historia de Guatemala;Tipografía Nacional.
- Sam Colop, Luis Enrique (1999). Popol Wuj — Versión Poética K‘iche‘. Proyecto de Educación Maya Bilingüe Intercultural.
- Sam Colop, Luis Enrique (2004). Popol Wuj - Versión Poética del Texto en K’iche’. Cholsamaj.
- VV.AA. (2003). Popol Vuh: las antiguas historias del Quiche. Madrid: Fondo de Cultura Económica. ISBN 84-375-0538-0.
- Ximénez, Francisco (ca. 1701). Primera parte del tesoro de las lengvas kakchiqvel, qviche y qutuhil. Newberry Library, Chicago: Manuscrito.

### En inglés
- Akkeren, Ruud van (2003). Authors of the Popol Vuh (en inglés) (14). Ancient Mesoamerica. pp. 237-256. ISSN 0956-5361.
- Edmonson, Munro S. (1971). «The Book of Counsel: The Popol-Vuh of the Quiche Maya of Guatemala». Middle American Research Institute (en inglés) (Nueva Orleans, Luisiana: Tulane University) (35).
- Goetz, Delia; Morley, Sylvanus Griswold (1950). Popol Vuh: The Sacred Book of the Ancient Quiché Maya By Adrián Recinos (en inglés). Norman: University of Oklahoma Press.
- López, Carlos M. (2007). «The Popol Wuj in Ayer MS 1515 Is a Holograph by Father Ximénez». Latin American Indian Literatures (en inglés) 23 (2). pp. 112-41.
- Quiroa, Néstor Ivan (2002). «Francisco Ximénez and the Popol Vuh: Text, Structure, and Ideology in the Prologue to the Second Treatise». Colonial Latin American Historical Review (en inglés) 11 (3): 279-300.
- Quiroa, Néstor Ivan (2001). The "Popol Vuh" and the Dominican Friar Francisco Ximénez: The Maya-Quiché Narrative As a Product of Religious Extirpation in Colonial Highland Guatemala (en inglés). Illinois, EE.UU.: University of Illinois at Urbana-Champaign.
- Tedlock, Dennis (1996). Popol Vuh: The Definitive Edition of the Mayan Book of the Dawn of Life and the Glories of Gods and Kings (en inglés). Touchstone Books. ISBN 0-684-81845-0.
- Woodruff, John M. (2011). «Ma(r)king Popol Vuh». Romance Notes (en inglés) 51 (1): 97-106.
- Woodruff, John M. (2009). The "most futile and vain" Work of Father Francisco Ximénez: Rethinking the Context of Popol Vuh (en inglés). Alabama, EE.UU.: The University of Alabama.
- Zorich, Zach (2010). «Popol Vuh Relief - El Mirador, Guatemala». Archaeology Magazine (en inglés) (Archaeological Institute of America) 63 (1). Archivado desde el original el 1 de marzo de 2013.

### En alemán
- Schultze Jena, Leonhard (1944). Popol Vuh: das heilige Buch der Quiché-Indianer von Guatemala (en alemán).
- Rohark, Jens (2007). Popol Wuuj - Das heilige Buch der K´ichee´-Maya von Guatemala (en alemán).

### En francés
- Brasseeur de Bourbourg, Charles Étienne (1861). Popol Vuh, le livre sacré et les mythes de l'antiquité américaine (en francés). Francia.